# کوه اووار
کوه اووار (به صربی: Ovčar) یک کوه در صربستان است که در چاچاک واقع شده‌است. کوه اووار ۹۸۵ متر بالاتر از سطح دریا واقع شده‌است.